# Oslo filharmoniska orkester

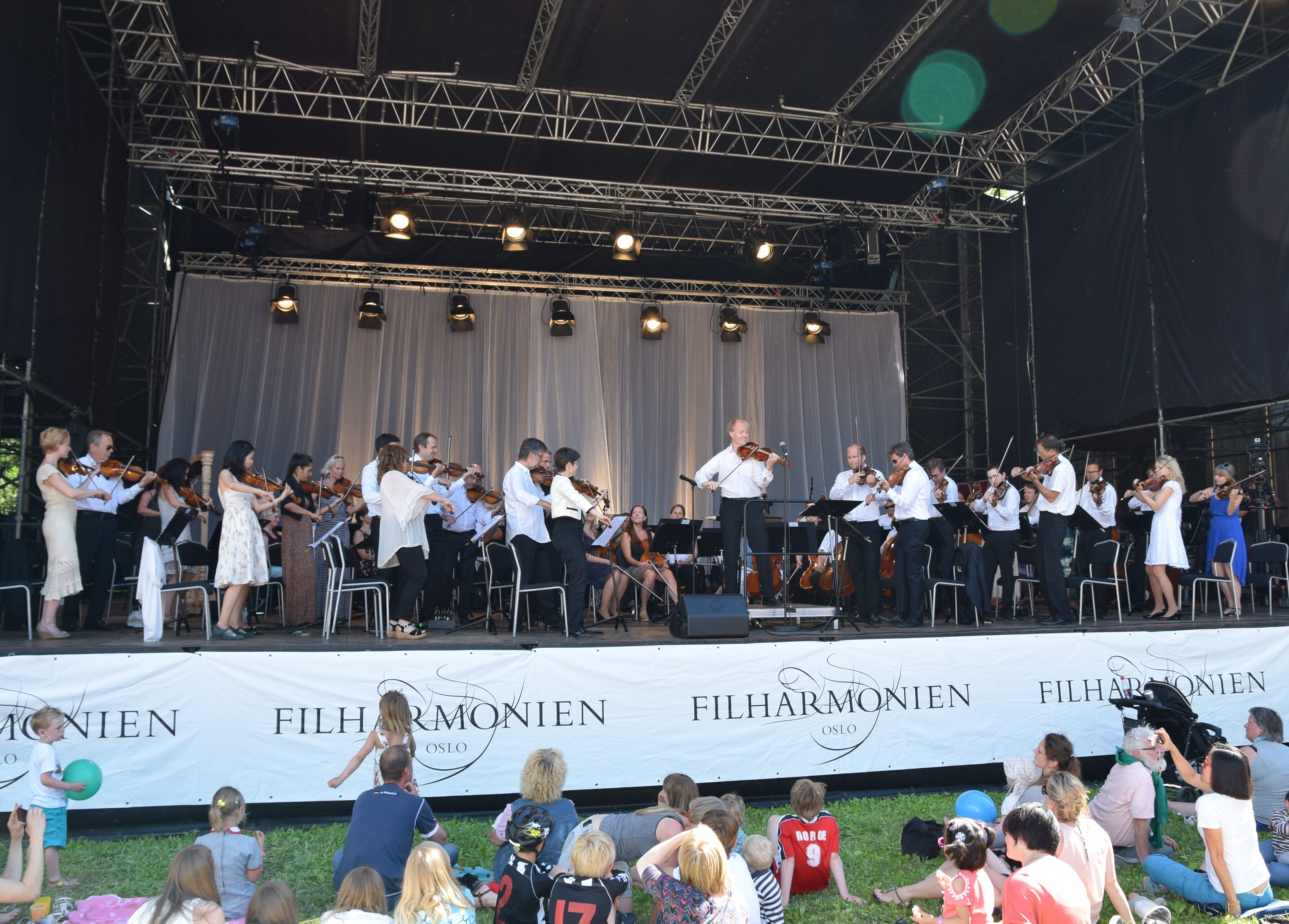
Oslo-Filharmonien 2014.

Oslo Filharmoniske Orkester, oftast kallad Oslo-Filharmonien (och innan 1979: Filharmonisk Selskaps Orkester) är Norges största symfoniorkester. Oslo-Filharmoniens rötter går tillbaka till 1871, då Christiania Musikforening stiftades av Edvard Grieg och Johan Svendsen, och tog över efter Det Philharmoniske Selskab från 1847. 
Under första världskriget upplöstes orkestern, men samlades åter 1918.

## Dirigenter
- Georg Schnéevoigt (1919–1921)
- Johan Halvorsen (1919–1920)
- Ignaz Neumark (1919–1921)
- José Eibenschütz (1921–1927)
- Issay Dobrowen (1927–1931)
- Olav Kielland (1931–1945)

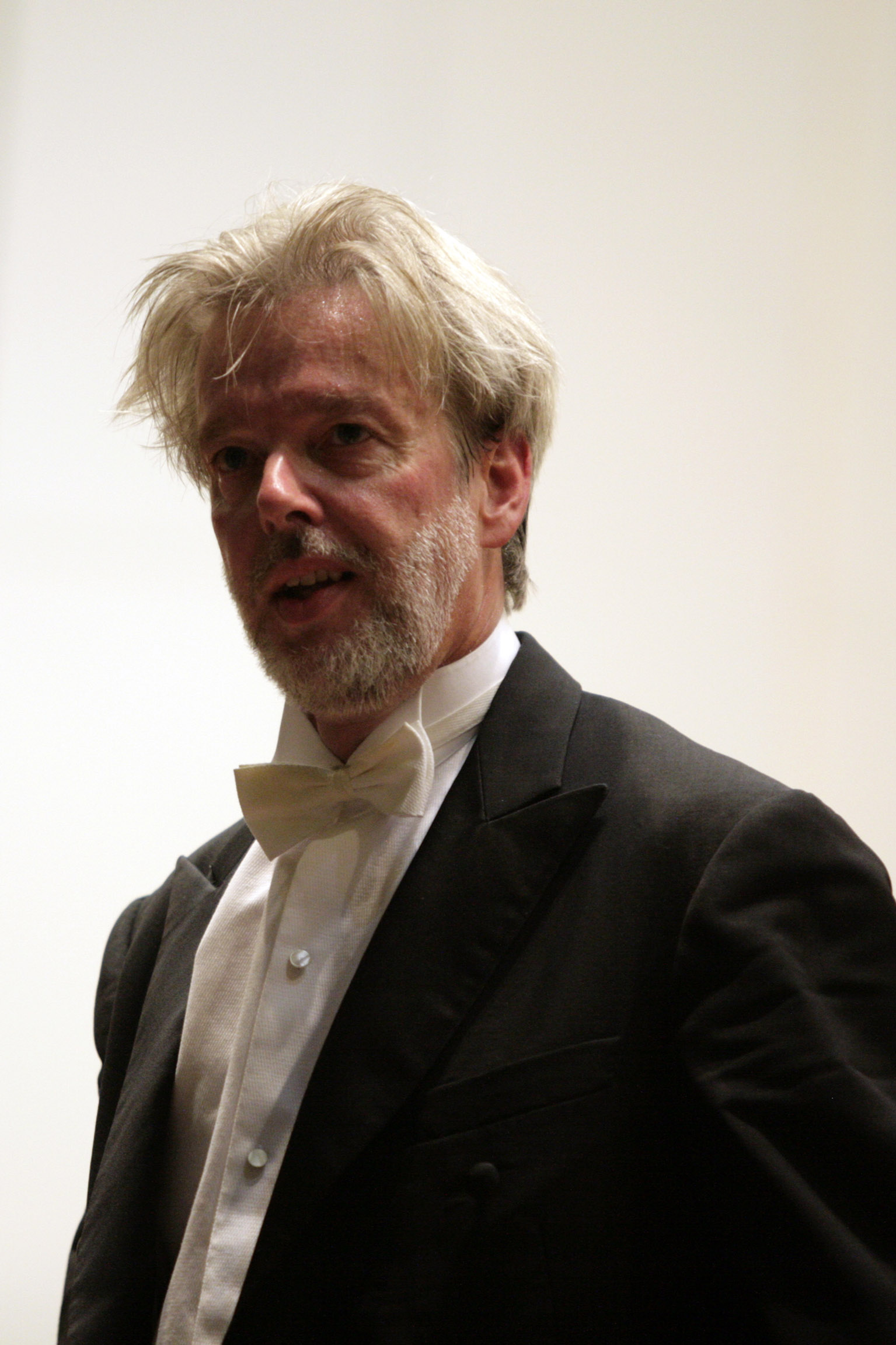
Jukka-Pekka Saraste, chefsdirigent (2006–2013).

- Odd Grüner-Hegge (1931–1933 och 1945–1962)
- Øivin Fjeldstad (1962–1969)
- Herbert Blomstedt (1962–1968)
- Miltiades Caridis (1969–1975)
- Okko Kamu (1975–1979)
- Mariss Jansons (1979–2002)
- André Previn (2002–2006)
- Jukka-Pekka Saraste (2006–2013)
- Vasilij Petrenko (2013–2020)[1]
- Klaus Mäkelä (2020– )[2]

## Priser och utmärkelser
- 1972 – Spellemannprisen i klassen "klassisk musikk/samtidsmusikk" (som "Filharmonisk Selskaps Orkester")[3]
- 1981 – Spellemannprisen i klassen "klassisk musikk/samtidsmusikk" för 3 album med musik av Edvard Grieg[3]
- 1984 – Spellemannprisen i klassen "klassisk musikk/samtidsmusikk" för Pjotr Tsjajkovskij: symfoni nr. 5[3]
- 1987 – Spellemannprisen i klassen "klassisk musikk/samtidsmusikk" för Dmitrij Sjostakovitsj: symfoni nr. 5[3]
- 1988 – Årets Peer Gynt[4]
- 1990 – Spellemannprisen i klassen "klassisk musikk/samtidsmusikk" för Gustav Mahler: symfoni nr. 2[3]
- 1993 – Spellemannprisen i klassen "orkestermusikk" för Antonín Dvořák: Cello-konsert / Pjotr Tsjajkovskij: Rokokko-variasjoner (solist: Truls Mørk)[3]
- 1998 – Spellemannprisen i klassen "samtidsmusikk" för Lasse Thoresen: The Sonic Mind[3]
- 1990 – Spellemannprisen i klassen "samtidsmusikk" för Rolf Wallin: Boyl (tillsammans med Det norske kammerorkester och Oslo Sinfonietta)[3]
- 2009 – Spellemannprisen i klassen "samtidsmusikk" för Low Jive (tillsammans med dirigenterns Rolf Gupta och Peter Szilvay och solisterna Peter Herresthal, Øystein Birkeland, Catherine Bullock och Dan Styffe)[3]

## Bildgalleri

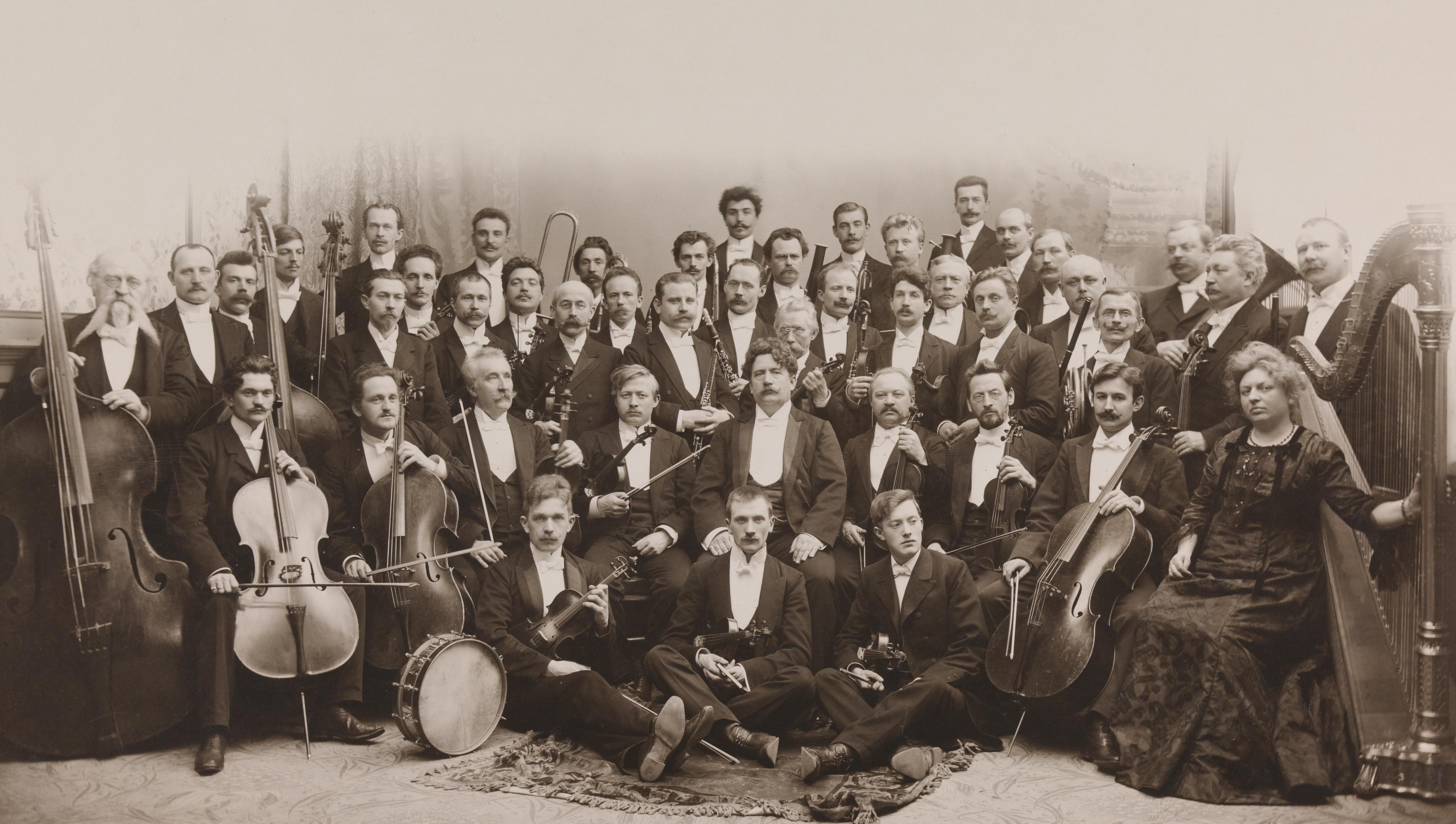
Johan Halvorsen och Nationaltheatrets orkester,  1905
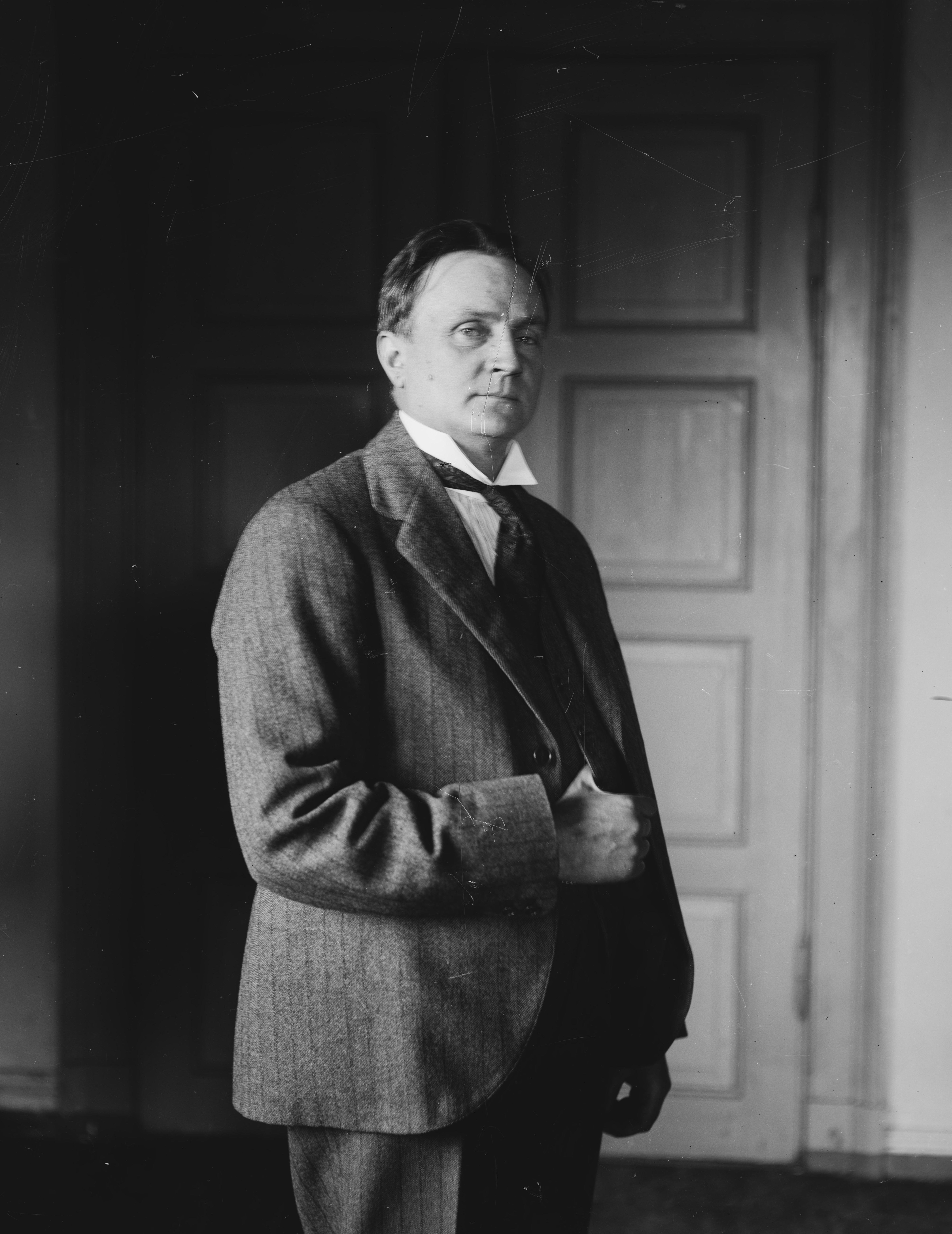
Georg Schnéevoigt omkring 1919
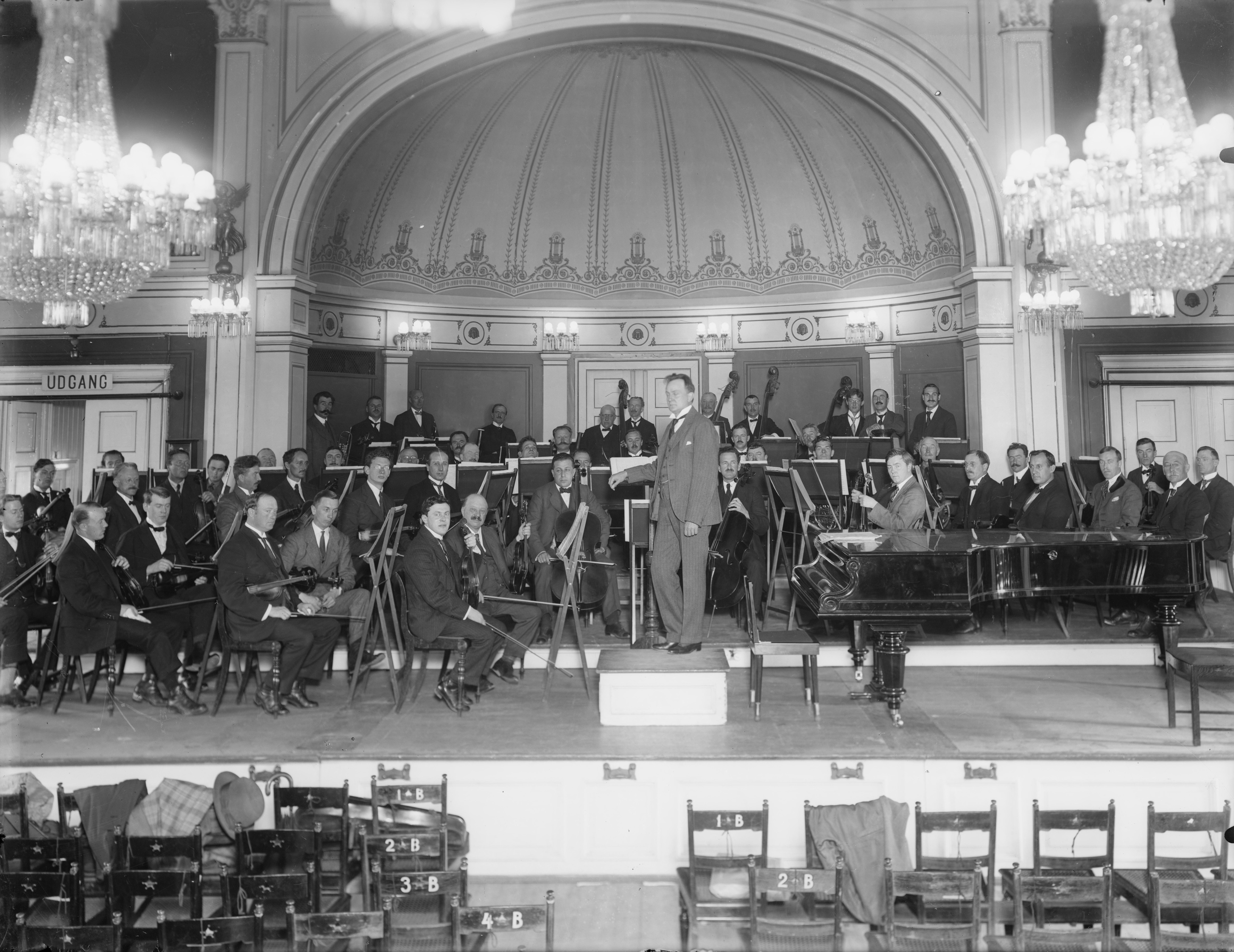
Filharmonisk Selskaps Orkester och Georg Schnéevoigt, avbildade i Gamle Logen någon gång mellan 1919 och 1921
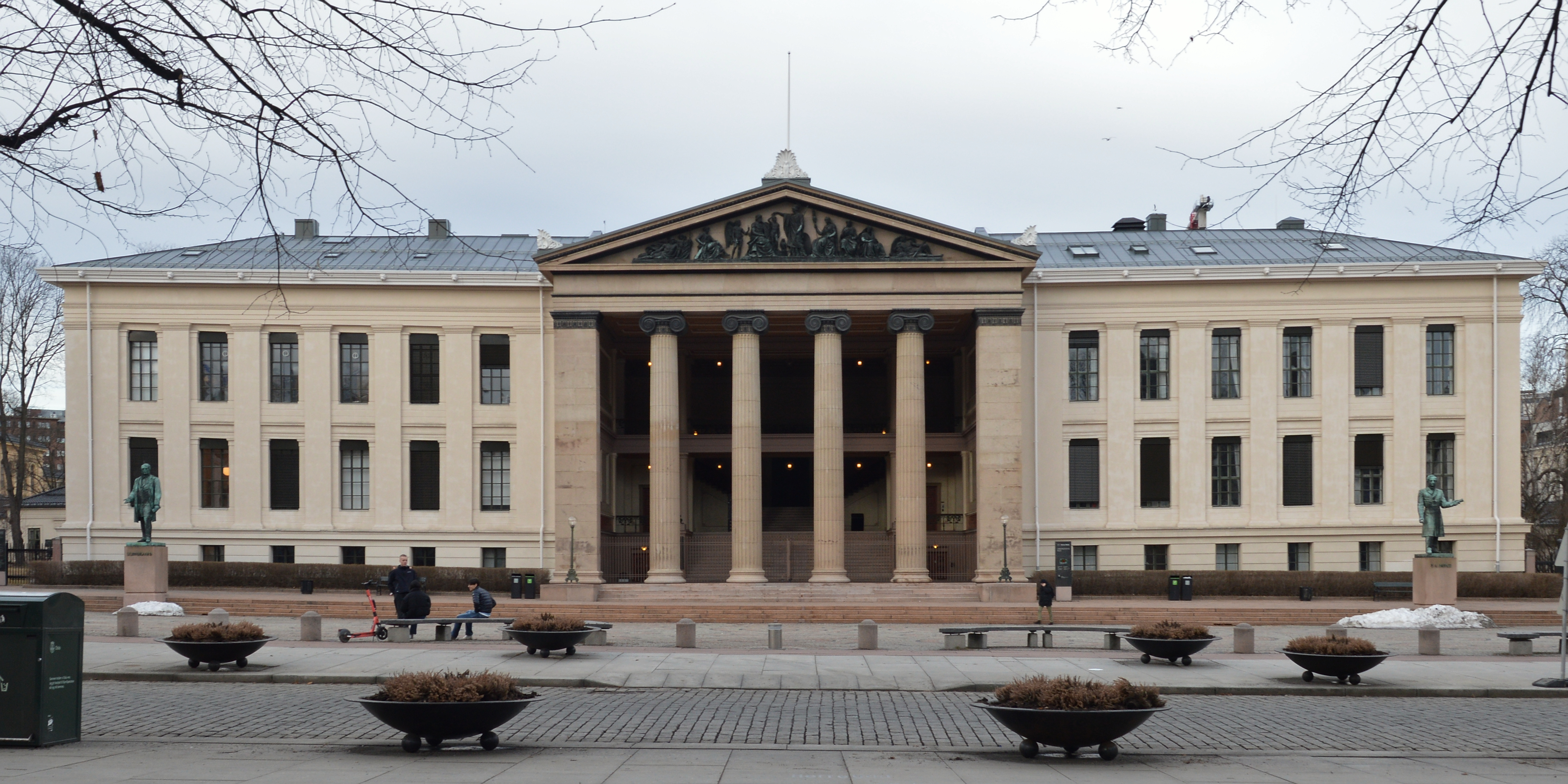
Utom under några få år var Universitetets aula huvudarena för Filharmonisk Selskaps Orkester fram till dess Oslo konserthus stod färdigt 1977
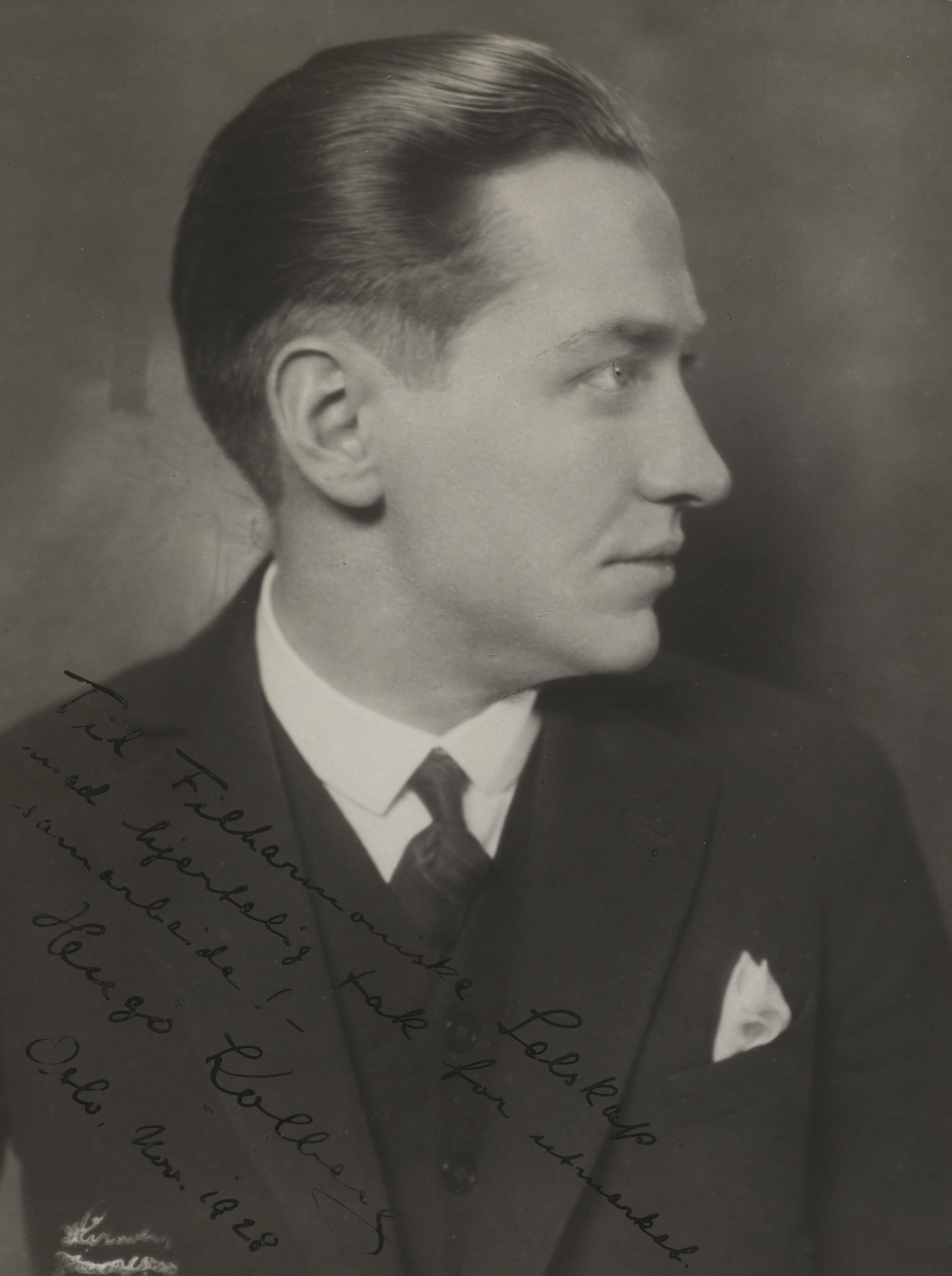
Hugo Kolberg, konsertmästare 1920
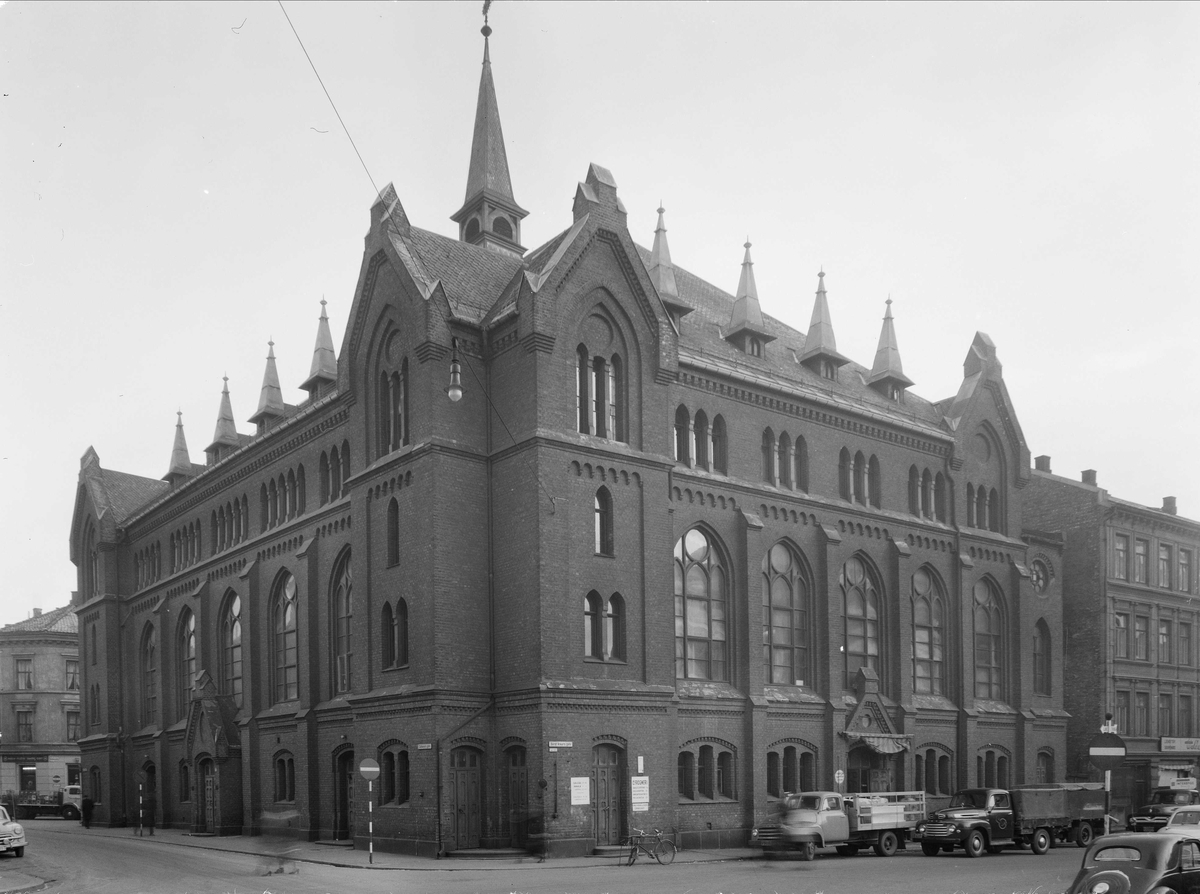
Calmeyergatens Misjonshus hade på sin tid Oslo]s största sal med plats för 2.830 åhörare. Filharmonisk Selskap använde ofta denna sal till större konserter, när Aulan var för liten. Byggnaden revs 1972.
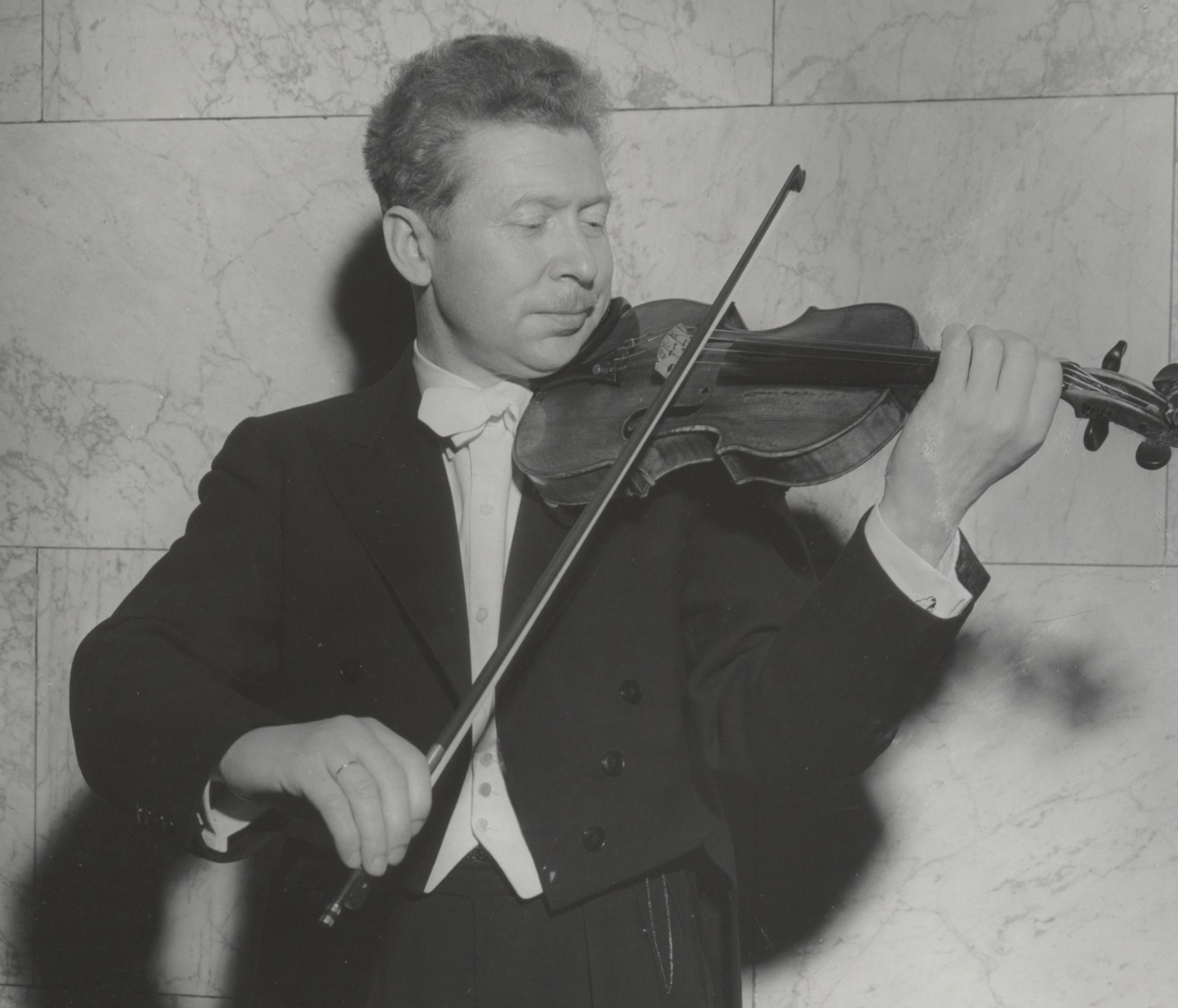
Ernst Glaser var Förste konsertmästare 1928–1958
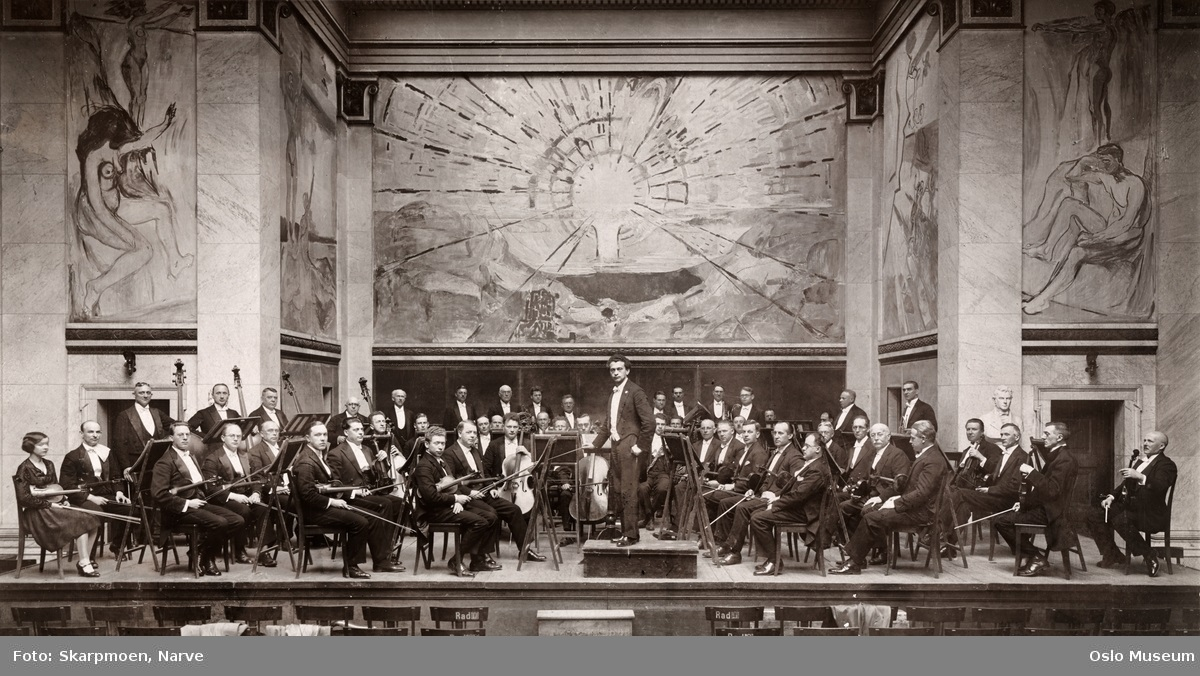
Issay Dobrowen och Filharmonisk Selskaps Orkester i Universitetets Aula omkring 1930
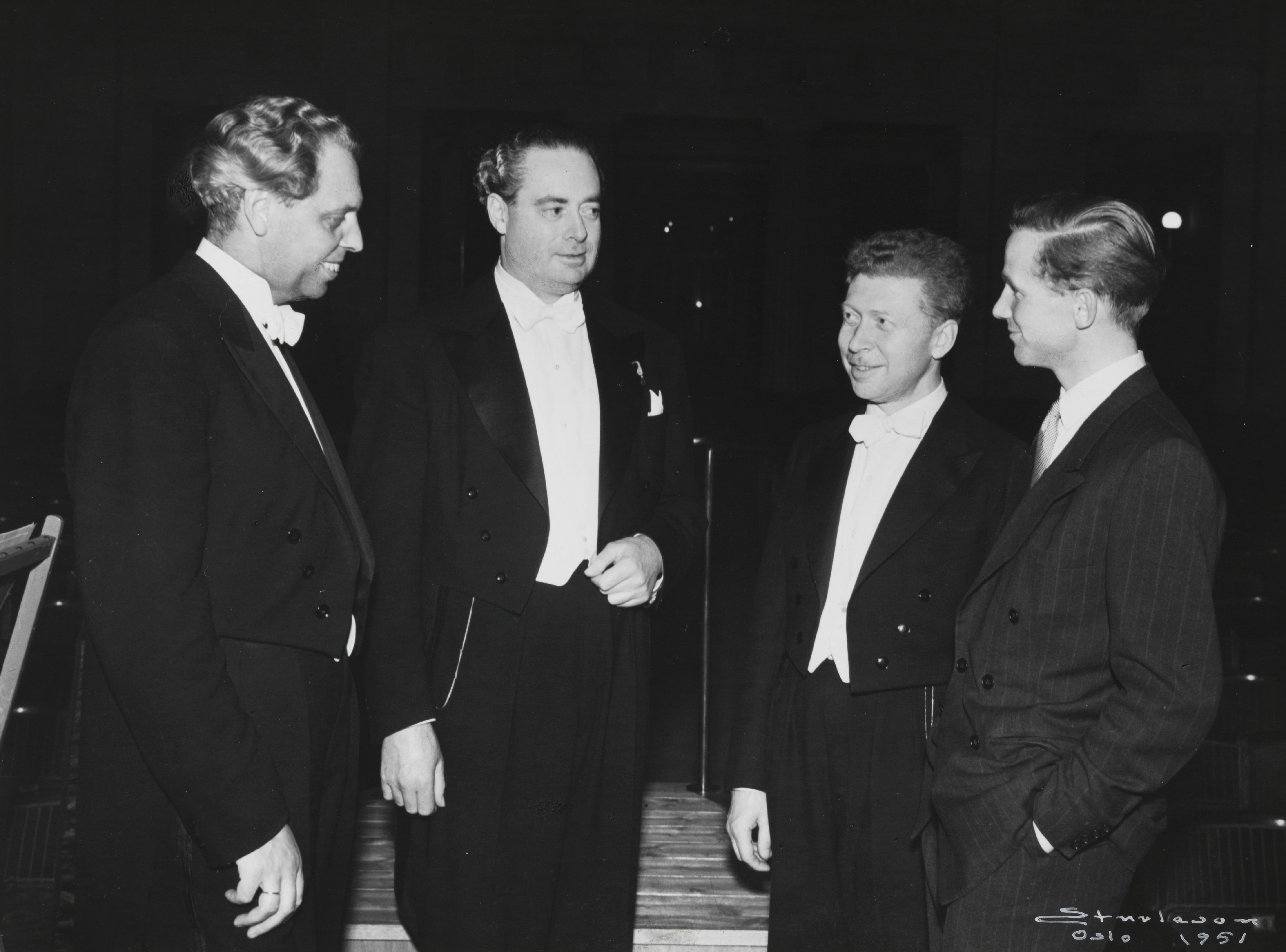
Orkesterns ledning 1951. Från vänster: Reidar Furu (orkesterledare), Odd Grüner-Hegge (chefsdirigent), Ernst Glaser (konsertmästare) och Eigil Beck (intendant)